# 이종범 아저씨께
《이종범 아저씨께》은 1994년 8월 12일에 MBC에서 방영한 베스트극장이다.

## 줄거리
영호는 프로야구 선수 이종범과 해태 타이거즈의 열렬한 팬이다. 1년 전 병으로 엄마를 잃은 시골에서 아빠를 따라 서울로 전학을 온다. 영호는 가뜩이나 촌놈이라고 놀리는 반 아이들한테 놀이공원에서 캐릭터 모델을 하고 있는 아빠의 직업이 알려질까 봐 애가 탄다. 개인택시기사인 집주인 할아버지는 OB팬이지만 나와 야구 이야기를 하는 유일한 사람이다. 이종범 아저씨한테 엄마의 요리 솜씨를 자랑하는 편지를 쓴 영호는 드디어 부푼 가슴을 안고 잠실구장으로 이종범이 있는 해태 타이거즈와 OB 베어스의 경기를 보러간다.

## 등장 인물

### 주요 인물
- 김정우 : 김영호 역
- 안승훈 : 김창섭 역 - 영호 아빠
- 변희봉 : 영호네 집주인 역
- 이주경 : 정아 역 - 놀이공원 직원

### 그 외 인물
- 김홍석 : 영호의 담임선생님 역
- 김은수 : 영호 엄마 역
- 양희경 : 수영 엄마 역
- 서갑숙 : 집주인의 딸 역
- 구장서
- 이정후 : 수영 역 - 영호의 반 짝꿍
- 고승유
- 박찬